# Límit vertical
Límit vertical (títol original: Vertical Limit), és una pel·lícula estatunidenca d'aventures de Martin Campbell, estrenada el 2000. Ha estat doblada al català.

## Argument
Durant una escalada al desert d'Utah, Royce Garret i els seus dos fills, Peter i Annie, acompanyat de dos amics, fan broma entre ells. De sobte, un dels seus companys d'escalada cau arrossegant amb ell el seu company de cordada i Royce Garret al mateix temps. Aquest arriba a subjectar-se a un pitó i vista la gravetat de la situació en què es troba, ordena al seu fill de tallar la corda que el reté o si no, ell i la seva germana moriran també. Amb la mort a l'ànima, Peter talla la corda.
Tres anys més tard, al Karakoram al Pakistan, Peter és ara fotògraf d'animals per al Nacional Geographic. Annie i ell mai no han parlat des d'aquell funest dia. Continua el somni del seu pare: conquistar els més alts cims del món. La casualitat els reuneix al peu del K2, on el milionari Elliot Vaughn organitza una expedició. Per a la jove, aquesta perillosa muntanya és un repte important…

## Repartiment
- Chris O'Donnell: Peter Garrett
- Robin Tunney: Annie Garrett
- Stuart Wilson: Royce Garrett
- Temuera Morrison: el major Rasul
- Nicholas Lea: Tom McLaren
- Scott Glenn: Montgomery Wick
- Steve El Marquand: Cyril Bench
- Ben Mendelsohn: Malcolm Bench
- Izabella Scorupco: Monique Aubertine
- Bill Paxton: Elliot Vaughn
- Robert Taylor: Skip Taylor
- Augie Davis: Aziz
- Roshan Seth: el coronel Amir Salim
- Alejandro Valdes-Rochin: el sergent Asim
- Rod Brown: Ali Hasan
- Alexander Siddig: Kareem Nazir

## Al voltant de la pel·lícula
- El personatge encarnat per Nicholas Lea es diu Tom McLaren. És una picada d'ull del director neozelandès Martin Campbell en homenatge al seu compatriota Bruce McLaren, pilot i fundador de la mítica escuderia del mateix nom.
- El rodatge ha tingut lloc del 2 d'agost de 1999 a l'11 de març de 2000 a Nova Zelanda (Queenstown), al Pakistan (K2) i als Estats Units (Monument Valley).

## Acollida
- El film ha conegut un cert èxit comercial, informant aproximadament 215 milions de dòlars al box-office mundial, dels quals 69 milions a Amèrica del Nord, per a un pressupost de 75 milions.[3]
- Ha rebut una acollida critica regular, recollint un 48 % de crítiques positives, amb una nota mitjana de 5,2/10 i sobre la base de 109 crítiques recollides, al lloc Rotten Tomatoes[4]. A Metacritic, obté un resultat de 48/100 amb 29 crítiques recollides.[5]
- "Una de les pel·lícules d'escalada més emocionants -i autèntiques - dels últims temps"[6]
- "La història i el desenvolupament de personatges s'enterren sota un devessall de comportaments il·lògics i catàstrofes absurdes"[7]
- Va ser nominada per al BAFTA als millors efectes visuals i el premi Satellite als millors efectes visuals.[8]